# Sandalias cosidas en espiral

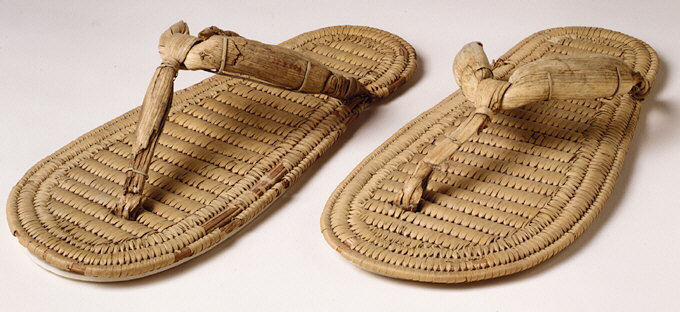
Par de sandalias, ca. 1580–1479 a. C.; Metropolitan Museum of Art

Las sandalias cosidas en espiral son un antiguo calzado egipcio construido mediante una técnica similar a la de la cestería, en la que el material se disponía en arrollado o espiral.

## Descubrimiento
La primera evidencia de tejido en espiral se encontró en una expedición de Mersa/Wadi Gawasis en 2005-2006, que condujo al descubrimiento de artefactos, incluyendo el tejido. Las sandalias cosidas en espiral en el antiguo Egipto fueron una creación del Reino Medio. Esto se evidencia a través de los relieves de la época que muestran esa forma particular de sandalia. La cueva que presentaba específicamente los rollos de cuerda era la Cueva 5. Los estudiosos han estudiado desde entonces los rollos con el propósito de identificar su proceso de construcción y el propósito propuesto.

## Construcción
Las suelas de las sandalias se fabricaban con hierba de media caña enrollada y cosida con tiras de hoja de palma dom, que ayudaban a unir la hierba. El proceso de enrollado comenzaba con haces de cuerda que se doblaban sobre sí mismos, proporcionando tanto la forma como un borde fuerte. Después de colocar cada capa de cuerda, se cosía a la anterior, lo que continuaba hasta obtener el diseño deseado de la sandalia. Aunque los estilos de estas sandalias variaban dentro del Reino Medio, las técnicas seguían siendo en su mayoría las mismas, y seguían el patrón de ser longitudinalmente simétricas con un centro ligeramente recogido. La primera era similar a la de las sandalias cosidas normales, en la que la tira delantera está hecha de una gran tira de papiro que se coloca entre las espirales en la parte delantera y se asegura con un nudo en la parte trasera. La segunda es una correa doblada que se enrolla alrededor de la parte trasera. Ambas se colocan entre el segundo y el tercer fardo en lugar de estar sujetas al exterior de la sandalia. Cualquiera de los complejos de correas, así como la forma de las sandalias, confieren al calzado una robustez distintiva en la región del talón y de la correa.

## Otras implicaciones
El descubrimiento de la Cueva 5 y su contenido condujo a una investigación sobre los materiales utilizados para la fabricación de cuerdas, bobinas y otros inventos de origen vegetal. Materiales como el papiro o la hoja de palma se utilizaban para una gran variedad de materiales de construcción en el Antiguo Egipto, esto es significativo porque cada material se correlaciona directamente con una miríada de métodos de construcción. También se relacionan con la localidad de objetos como refugios, techos, esteras y materiales de costura mencionados anteriormente. Esto es útil para determinar más a fondo cómo se fabricaban varios objetos como las sandalias cosidas en espiral, cómo se hacían y dónde se utilizaban principalmente.